# 螢之祭

螢の祭2007宣傳單張

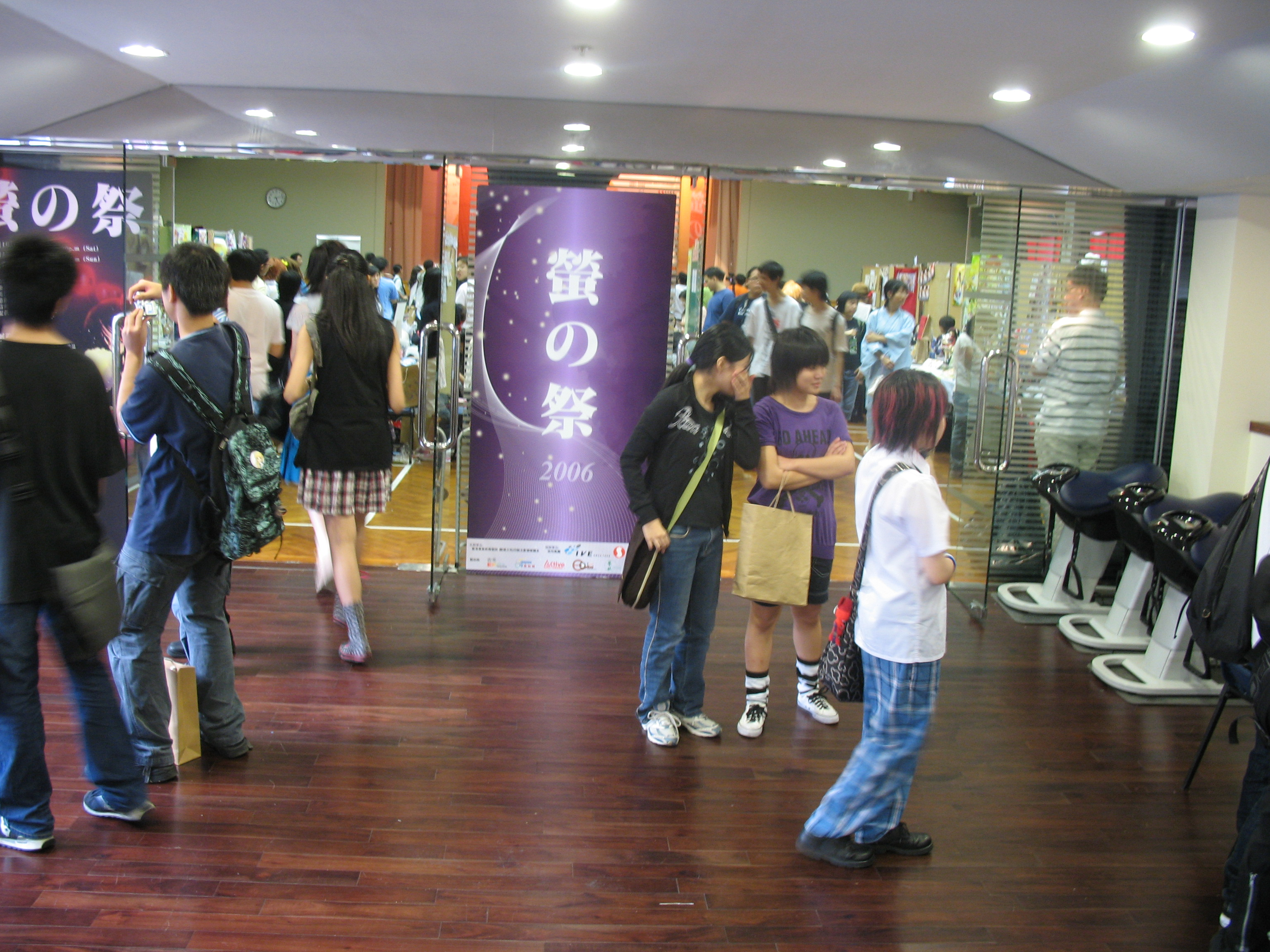
螢の祭2006主場地入口

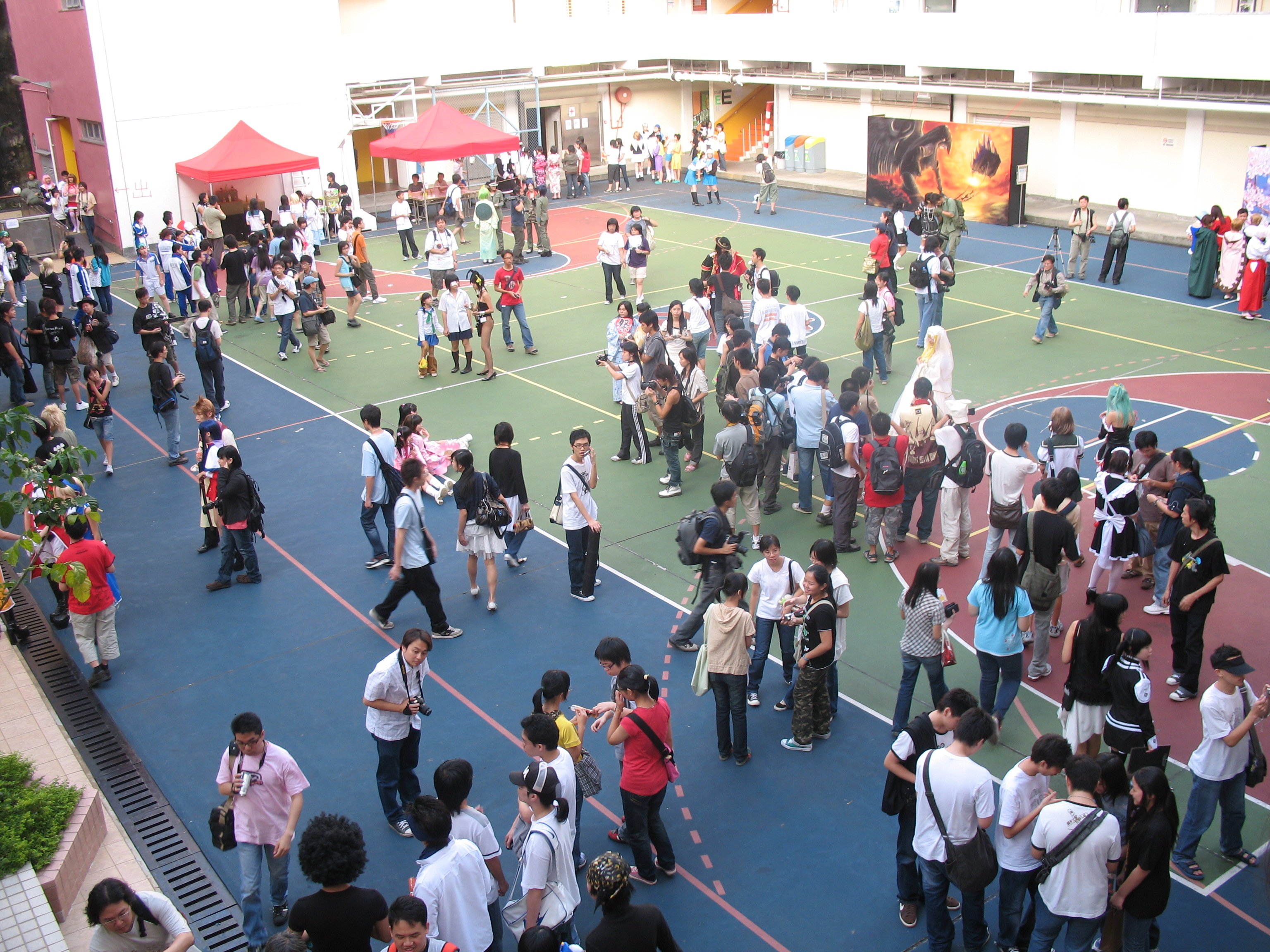
螢の祭2006攤位遊戲場地

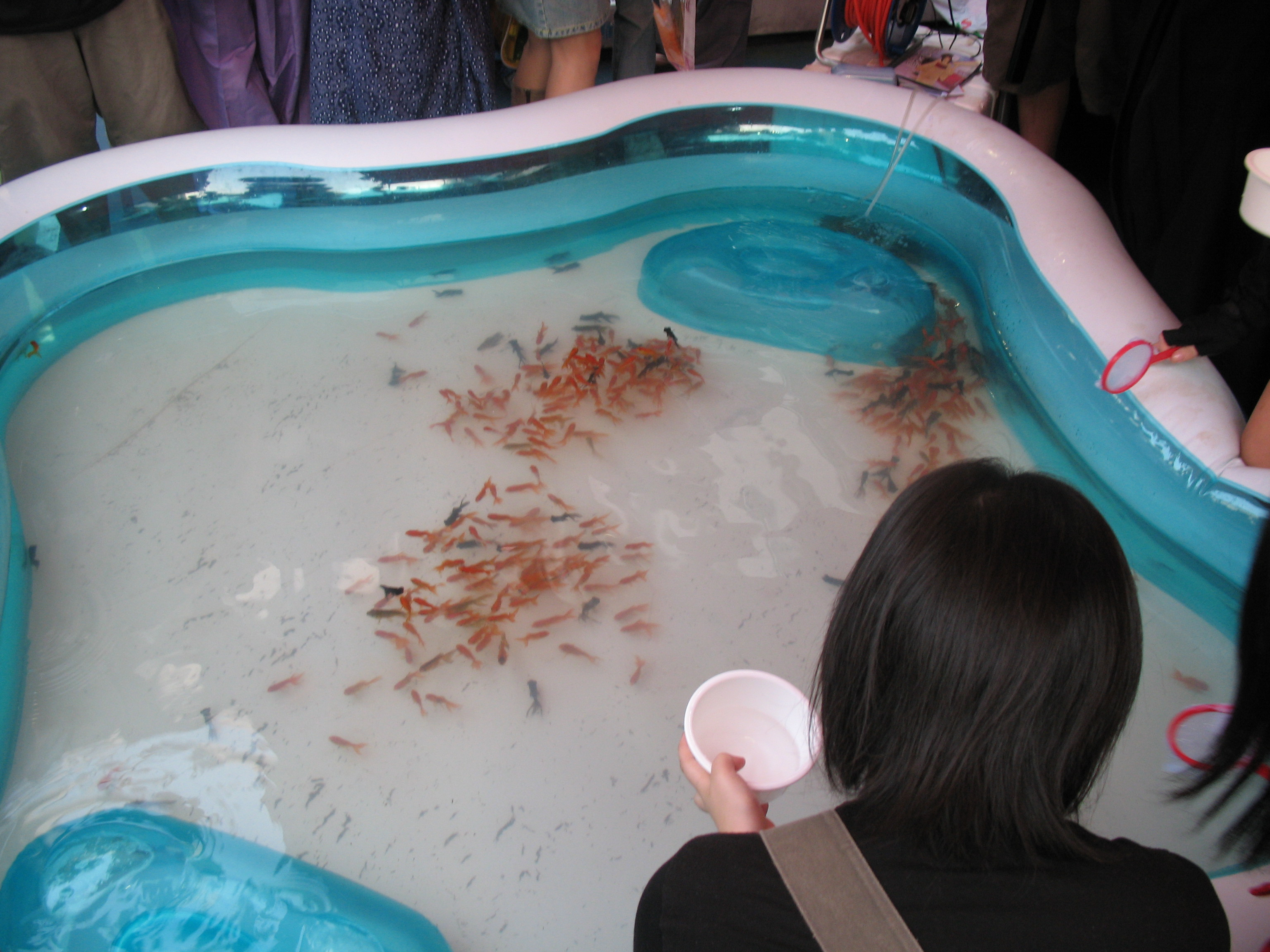
螢の祭2006的撈金魚屋台

螢之祭（螢祭、Firefly Matsuri），是由VTC院校學生組織所籌劃的動漫交流盛會。展覽包括同人誌即賣會、夜祭（盆舞及舞蹈表演）、日式祭典遊戲、配音員訪問、動畫歌唱表演、Cosplay大賽(已停辦)、原畫大賽、學生及參賽作品展等。

## 概要
螢之祭最初由香港專業教育學院(觀塘)其學生會及屬下的日本視覺潮流學會、動漫學會聯合主辦，2006年起由香港專業教育學院(觀塘)印刷及數碼媒體系接辦。

其目的是希望推動日本的同人誌、cosplay及潮流文化進入香港，並鼓勵時下青少年創作漫畫與動畫，勇於發表自己的作品，為漫畫創作人提供彼此學習的平台，以推動香港的漫畫創作及藝術設計等創意工業的發展。另外亦希望提供空間給Cosplay愛好者互相交流。而螢之祭的名字源由是日本的夏祭轉變而成。
2005年、2006年、2007年及2009年舉辦場地為香港專業教育學院(觀塘)。

## 主要內容

### 2005年
於第一届時內容主要內容為同人誌即賣會、同人原稿比賽及Cosplay，而在大會主場地（學院禮堂）亦有Cosplay比賽。但由於學院當時正進行裝潢維修工程，因此在活動場地上有了不少限制。

### 2006年
早在螢祭2006開始之前，在7月25日於奧海城2期舉行了《螢祭2006記者會暨印刷及數碼媒體系作品展》，該日展出以夜祭為題的巨型繪畫。當日請到2005年香港小姐冠亞軍葉翠翠及陸詩韻作嘉賓。
而該年的節目除2005年原有的節目外，亦安排了Cosplayer訪問、日式攤位遊戲及首届的夜祭。而新增的攤位如下：（參看緣日的屋台）
- 撈金魚
- 釣水球
- 射的（丫叉版）
- 拋彩虹

至於夜祭則是為喜歡日本文化的參加者而設，因而參考日式的手法，希望能帶出大和情懷與香港風格的祭典。而節目方面就由學院的師生負責，並還邀請同人團體作舞蹈表演。
第2天（9月17日）另有新時尚拓展公司主辦的即場繪畫比賽（15分鐘速畫）。

### 2007年

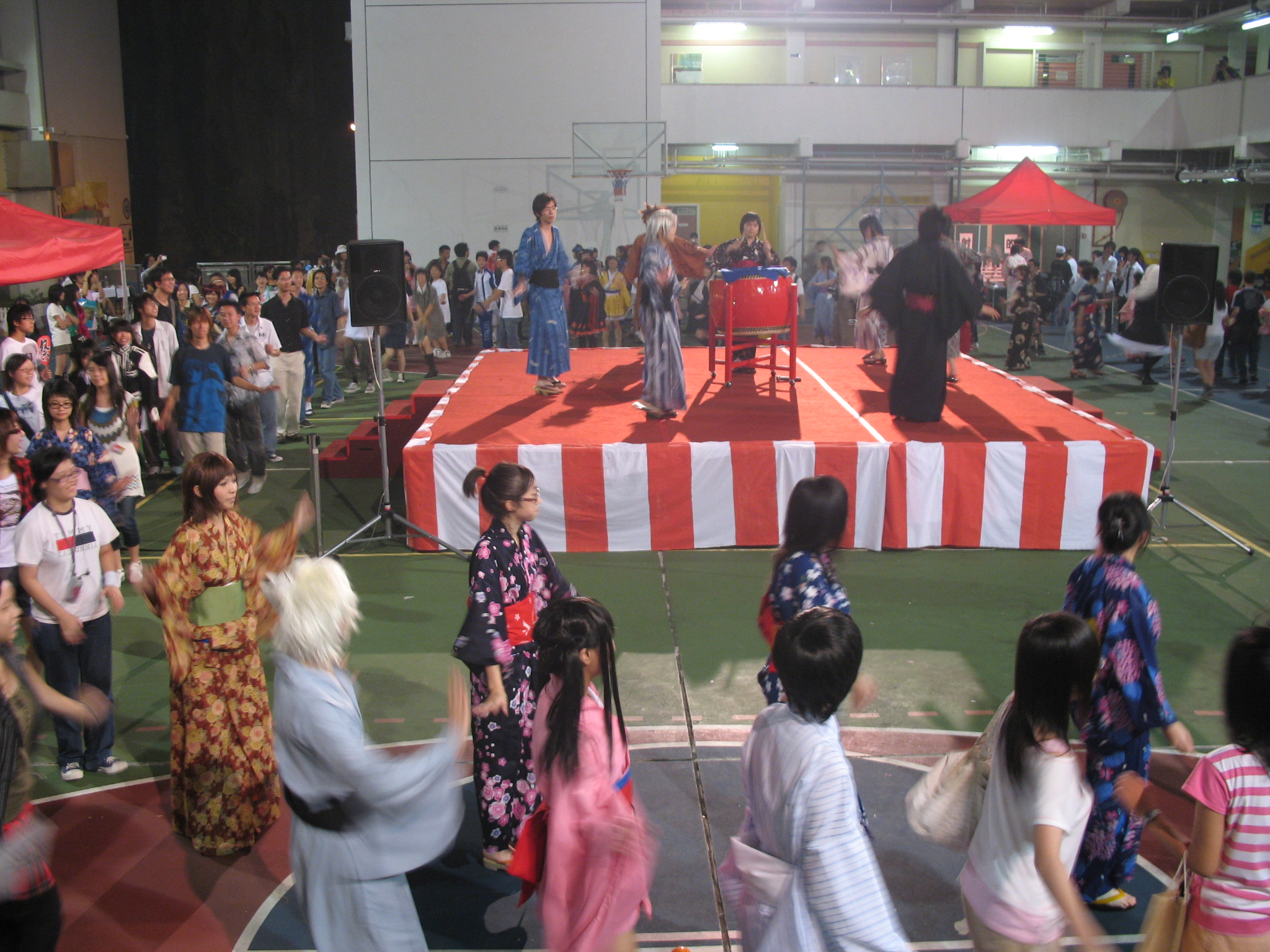
夜祭的盆舞

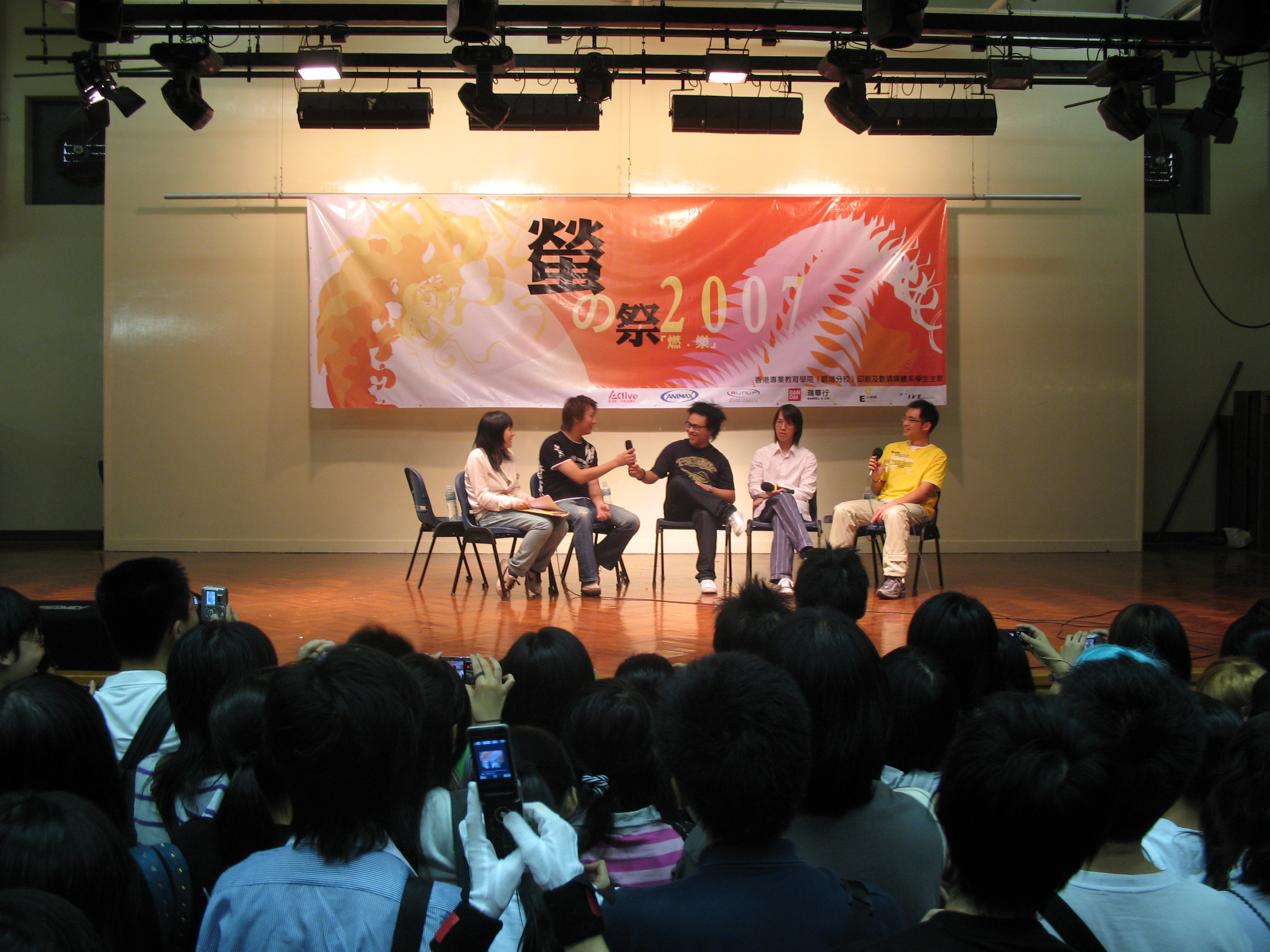
P.A.R.K.在配音員座談會中

螢祭2007在2006年末開始籌備，其副題定為「燃·樂」。
在活動還沒開始之前，已經請得四名香港配音員「P.A.R.K.」（梁偉德、黃榮璋、李致林、黃啟昌）接受訪問。
除承襲上兩年的活動外，新增了部分活動及設施。
1. 於夜祭中增加盆舞（盆踊り）[4]
2. 改善了屋台的設施

在9月16日（第二日）的節目中，「P.A.R.K.」參加了大會舉辦的配音員座談會，座談會內由學生主持向配音員發問有關他們工作等的問題，在座談會結束前，配音員們發聲演繹了由大會挑選的同人劇本。其後他們亦參觀了場地內的攤位遊戲（屋台）及與入場人士拍照等。
在選定日子方面，本次活動當初預定在9月22日—23日舉行，但為配合該日院校舉行的國際貓展，而將日期更改為同月29日—30日。及後因該段時間學院禮堂將進行裝潢工程 ，而再度改期至同月15日—16日。

### 2009年

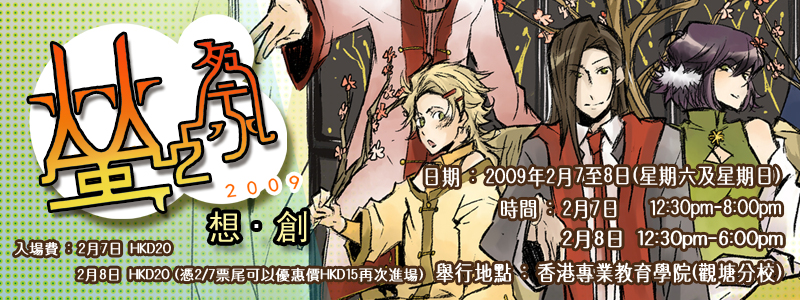
螢之祭banner圖

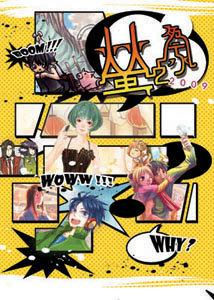
螢之祭2009場刊封面

主題為想‧創,日期會於2009年2月7(SAT)至8日(SUN)舉行，今次2009螢之祭是第4屆，日期時間是改了到二月，接近中國的情人節，故此今次的活動會以中國風格並加入香港文化，
主要活動是包括同人誌展銷會、原畫比賽、Cosplay比賽、大家期待的夜祭等。而當天活動除了有Cosplay比賽、唱歌表演及20分鐘即場繪畫比賽。夜祭之外，
還加入中國風味的猜燈謎活動，含有不同難度的燈謎。
此外，還有吉祥結的速”繩”班,還加設以模仿中國和日本特色和傳統的求籤及其他攤位遊戲。

## 停辦原因

### 2008年
螢之祭停辦原因較官方的說法是，因觀塘分校校方反對而停辦。但有一些同類同人誌即賣會籌委則認為，螢之祭停辦最大原因在於其高成本和低純利(二十元入場費中，只有不足一元純利)，令財政不能獨立，因而容易受到校方限制而停辦。
經該系學生與校方商討後，當時校方答應該屆螢の祭將會如常舉辦。
1. 螢之祭2009工作組，《主席的話》，http://iveflyfly.blog124.fc2.com/blog-entry-2.html （页面存档备份，存于），2008年11月3日發表。（中文）

### 2010年
由於印刷及數碼媒體系於2010至2011年度由觀塘分校遷往香港知專設計學院新校舍,器材設施也陸續遷移，以至未能安排舉辦。

### 2011年
原定於2011年3月12日—3月13日舉辦，因香港知專設計學院部份場地正進行工程，主辦單位與校方商討後決定延至2011年9月17日—18日舉辦。期後主辦單位聲稱因學院高層人事調動關係而無限期延遲，受影響的參展組織陸續安排退款。

### 2021/22年
由於受2019新型冠狀病毒疫情影響而停辦。

## 歷屆舉辦日期
- 螢之祭2005
  - 2005年9月10日及11日
- 螢之祭2006
  - 2006年9月16日及17日
- 螢之祭2007
  - 2007年9月15日及16日
- 螢之祭2008
  - 停辦
- 螢之祭2009
  - 2009年2月7日及8日
- 螢之祭2010
  - 停辦
- 螢之祭2011

螢の祭2006宣傳單張

  - HKDI & IVE(LWL)開放日其中一活動項目
- 螢之祭2012
  - 停辦
- 螢之祭2013
  - HKDI & IVE(LWL)2013年7月7日
- 螢之祭2014
  - HKDI & IVE(LWL)2014年7月22日
- 螢之祭2015
  - HKDI & IVE(LWL)2015年8月8日
- 螢之祭2016
  - HKDI & IVE(LWL)2016年8月20日
- 螢之祭2017
  - HKDI & IVE(LWL)2017年8月19日
- 螢之祭2018
  - HKDI & IVE(LWL)2018年8月18日
- 螢之祭2019
  - HKDI & IVE(LWL)2019年8月17日
- 螢之祭2020
  - 以網上直播形式舉行
- 螢之祭2021
  - 停辦
- 螢之祭2022
  - 停辦

## 關連項目
- 香港專業教育學院
- 同人誌即賣會
- 同人誌
- 同人
- Cosplay
- 香港城市大學秋祭: 香港城市大學學生會組織的同類活動

## 外部連結

### 大會網站及社交媒體
- 螢之祭2005
  - 網站 （页面存档备份，存于）

- 螢之祭2006
  - 網站 （页面存档备份，存于）

- 螢之祭2007
  - 網站 （页面存档备份，存于）
  - BBS （页面存档备份，存于）

- 螢之祭2008
  - 網站 （页面存档备份，存于）

- 螢之祭2009
  - 網站 （页面存档备份，存于）
  - 部落格 （页面存档备份，存于）
  - 論壇 （页面存档备份，存于）
  - Facebook Group

- 螢之祭2011
  - 部落格 （页面存档备份，存于）
  - Facebook活動專頁

- 螢之祭2013
  - Plurk （页面存档备份，存于）
  - Facebook活動專頁

- 螢之祭2014
  - Plurk （页面存档备份，存于）
  - Facebook活動專頁

- 螢之祭2015
  - Plurk （页面存档备份，存于）
  - Facebook活動專頁

- 螢之祭2016
  - Plurk （页面存档备份，存于）
  - Facebook活動專頁

- 螢之祭2017
  - Plurk （页面存档备份，存于）
  - Facebook活動專頁

- 螢之祭2018
  - 網站 （页面存档备份，存于）
  - Facebook活動專頁

- 螢之祭2019
  - 網站 （页面存档备份，存于）
  - Facebook活動專頁

### 其他
- 觀塘IVE對螢之祭2005 COSPLAY大賽的介紹 （页面存档备份，存于）
- 贊助商之一的P-Active對螢之祭2006的介紹 （页面存档备份，存于）
- 螢之祭2006活動報告 （页面存档备份，存于）（阿唯管家部落格）
- 螢之祭今年會取消?[]
- 是誰搞死螢之祭？ （页面存档备份，存于）

## 備注
1. ↑  於場刊最後頁的英文名稱
2. ↑  .   [2007-03-08]. （原始内容存档于2007-09-29）.
3. ↑  P.A.R.K為在他們名字上是各取第一個字母
4. ↑  螢祭2007場刊第二頁
5. ↑  .   [2007-06-04]. （原始内容存档于2007-06-23）.
6. ↑  .   [2008-05-21]. （原始内容存档于2008-05-28）.